# Poutrelle
Poutrelle est l'autre nom donné à certaines poutres :
- d’une manière générale, une poutrelle désigne une petite poutre, d’un matériau quelconque ;
- en charpente métallique, une poutrelle désigne un produit sidérurgique en acier laminé à chaud ayant une forme de H ou de I (cf. Poutrelle I à profil normal) ;

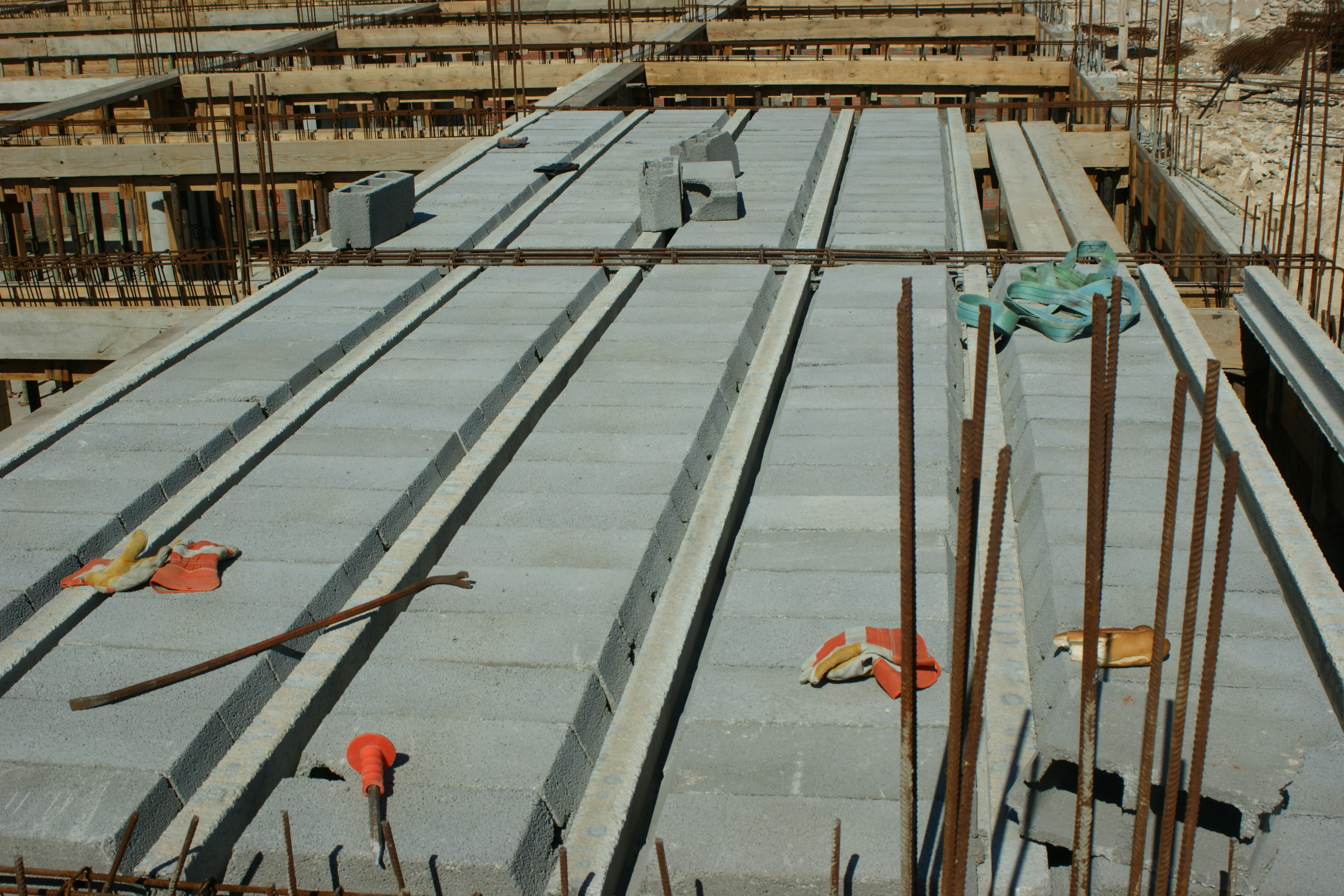
Système de poutrelles (ou poutrains) en béton précontraint et claveaux (ou entrevous) servant à accueillir une dalle de compression en béton (hourdis), ici pour création d'un plancher d'étage.

- Système de poutrelles (ou poutrains) en béton précontraint et claveaux (ou entrevous) servant à accueillir une dalle de compression en béton (hourdis), ici pour création d'un plancher d'étage.  en bâtiment, une poutrelle, aussi appelée poutrain (en forme de T renversé en béton précontraint) désigne un élément porteur d'un plancher béton. Le système de construction semi-préfabriqué, composé de poutrelles et de entrevous, est utilisé pour servir au coulage de béton permettant de créer une dalle de compression.